# Kenth Eldebrink
Kenth Eldebrink (* 14. Mai 1955 in Morjärv) ist ein schwedischer Leichtathlet, der in den Jahren um 1980 im Speerwurf erfolgreich war. 
Er gewann vier Landesmeisterschaften:
| Jahr      | 1977  | 1979  | 1982  | 1984  |
| Weite (m) | 80,98 | 86,92 | 85,82 | 83,28 |

Er nahm an zwei Europameisterschaften, und je einmal an Weltmeisterschaften und an Olympischen Spielen teil und erzielte dabei folgende Platzierungen:
- Europameisterschaften 1978 in Prag: Mit 78,60 m verfehlte er die geforderte Qualifikationsweite von 80 m deutlich und kam auf Platz 15.
- Europameisterschaften 1982 in Athen: Auch hier waren in der Qualifikation 80 m gefordert, die Eldebrink mit 83,76 m klar übertraf. Im Finale dagegen gelangen ihm lediglich 76,76 m, die Platz 11 bedeuteten (Siegesweite von Uwe Hohn aus der DDR: 91,34 m). Aber auch mit seiner Qualifikationsweite hätte er keine Medaille gewonnen, da der Drittplatzierte Detlef Michel auf über 89 m gekommen war.
- Bei den Weltmeisterschaften 1983 in Helsinki erreichte er mit Platz 6 (83,28 m) seine bislang beste internationale Platzierung, obwohl er großes Pech hatte: Seine in der Qualifikation geworfenen 85,64 m hätten ihm die Silbermedaille hinter Detlef Michel (Gold mit 89,48 m) eingetragen.
- Im darauffolgenden Jahr bei den XX. Olympischen Sommerspielen 1984 in Los Angeles schlug dann endlich seine Stunde: Die im Finale geworfenen 83,72 m (eine Steigerung um mehr als 1,50 m gegenüber seiner Qualifikationsleistung) reichten für den Gewinn der Bronzemedaille hinter dem Finnen Arto Härkönen (Gold mit 86,76 m) und dem Briten David Ottley (Silber mit 85,74 m).

Leistungsentwicklung
| Jahr      | 1981  | 1982  | 1983  | 1984  |
| Weite (m) | 90,00 | 87,96 | 91,14 | 87,08 |